# ATP Challenger Spring
Der ATP Challenger Spring (offiziell: Spring Challenger) war ein Tennisturnier, das von 1983 bis 1985 jährlich in Spring, Texas, stattfand. Es gehörte zur ATP Challenger Tour und wurde in der Halle auf Hartplatz gespielt.

## Liste der Sieger

### Einzel
| Jahr | Sieger         | Finalgegner  | Ergebnis      |
| ---- | -------------- | ------------ | ------------- |
| 1985 | Gary Donnelly  | Lloyd Bourne | 6:1, 6:0      |
| 1984 | Vijay Amritraj | Leif Shiras  | 7:5, 4:6, 7:6 |
| 1983 | Leif Shiras    | Ross Case    | 5:7, 6:4, 7:6 |

### Doppel
| Jahr | Sieger                      | Finalgegner                 | Ergebnis      |
| ---- | --------------------------- | --------------------------- | ------------- |
| 1985 | Rill Baxter Glenn Michibata | Roger Knapp Mark Wooldridge | 6:4, 6:3      |
| 1984 | Andy Kohlberg Rick Meyer    | Ron Hightower John Mattke   | 6:4, 3:6, 7:6 |
| 1983 | Andrew Pattison Butch Walts | Anand Amritraj Lloyd Bourne | 7:6, 6:7, 6:4 |